# Communauté de communes du Pays de Grignan
Die Communauté de communes du Pays de Grignan war ein französischer Gemeindeverband (Communauté de communes) im Département Drôme in der Region Rhône-Alpes. Er wurde am 28. Dezember 2009 gegründet und fusionierte zum Jahreswechsel 2013/2014 mit der Communauté de communes de l’Enclave des Papes und der Gemeinde Grignan zur Communauté de communes Enclave des Papes-Pays de Grignan.

## Ehemalige Mitglieder
- Chamaret (Verwaltungssitz)
- Chantemerle-lès-Grignan
- Colonzelle
- Le Pègue
- Montbrison-sur-Lez
- Montjoyer
- Montségur-sur-Lauzon (1. Januar 2011)
- Réauville
- Roussas
- Rousset-les-Vignes
- Saint-Pantaléon-les-Vignes
- Salles-sous-Bois
- Taulignan
- Valaurie

## Quelle
- Le SPLAF - (Website zur Bevölkerung und Verwaltungsgrenzen in Frankreich (frz.))